# Triplax frontalis
Triplax frontalis är en skalbaggsart som beskrevs av Horn 1862. Triplax frontalis ingår i släktet Triplax och familjen trädsvampbaggar. Inga underarter finns listade i Catalogue of Life.